# イルディリミエ
イルディリミエ (アゼルバイジャン語: İldırımiyyə) は、アゼルバイジャン統治を巡る政争中、アゼルバイジャンと南ロシア各地で、来たるボリシェヴィキ政権を守ることを目的として、アゼルバイジャン人のボリシェヴィキによって創設された、独立したムスリム労働者赤軍であった。軍の名称は、軍の創設者であるクルド系アゼルバイジャン人のチンギス・イルディリムに由来し、農民と労働者で構成された。最初のイルディリミエは、1918年6月にペトログラードとシマルに結成された。
結成に先立つ同年3月、ボリシェヴィキに連合したアルメニア人によるダシュナク党がバクーでアゼルバイジャン人の大虐殺を引き起こした結果（三月事件）、ボリシェヴィキはアゼルバイジャン人の間で支持を失っていた。しかしそれでもなお、2000人のイルディミリエ軍はロシア内戦において、アストラハン防衛のため白軍と戦った。